# Rock Forever
Rock Forever è una canzone del gruppo metal inglese dei Judas Priest; il brano venne scritto nel 1978 ma pubblicato come singolo un anno dopo nel loro album Killing Machine.
La canzone contiene un assolo suonato dai chitarristi Glenn Tipton e K.K. Downing.